# AC奥卢
AC奥卢（芬蘭語：AC Oulu）是位于芬兰奥卢的足球俱乐部。俱乐部的主场在拉蒂体育场。球衣的传统颜色为海军蓝和白色。
该俱乐部成立于2002年，在顶级的芬蘭足球超級聯賽中参加过三个赛季（2007年、2010年和2021年），最好的成绩是在2010年的第11位。在次级的芬兰足球甲级联赛参加过16个赛季，并在2009年和2020年赢得冠军，因此在空缺十年后重新参加2021年的芬兰足球超级联赛。在2021年赛季AC奥卢排名第11位，但在与甲级联赛第二名的争位赛中胜出，得以保留参加2022年芬超的位置。